# White Plains (Nowy Jork)
White Plains – miasto w stanie Nowy Jork, w Stanach Zjednoczonych. Siedziba władz hrabstwa Westchester.
Miasto zostało założone w 1683 roku. Znajduje się około 40 kilometrów na północ od Manhattanu i stanowi część aglomeracji Nowego Jorku. Liczy ok. 56 000 mieszkańców. W mieście urodził się założyciel Facebooka Mark Zuckerberg.